# Hymenocallis pumila
Hymenocallis pumila är en amaryllisväxtart som beskrevs av Bauml. Hymenocallis pumila ingår i släktet Hymenocallis och familjen amaryllisväxter. Inga underarter finns listade i Catalogue of Life.